# سیارک ۷۸۳۰
سیارک ۷۸۳۰ (به انگلیسی: 7830 Akihikotago، نامگذاری:1993DC1) هفت هزار و هشتصد و سیمین سیارک کشف شده‌است که در ۲۴ فوریه ۱۹۹۳ کشف شد.
قدر مطلق سیارک برابر ۱۴٫۳۰ است.